# Санта Маргерита (Арецо)
Санта Маргерита је насеље у Италији у округу Арецо, региону Тоскана.
Према процени из 2011. у насељу је живело 39 становника. Насеље се налази на надморској висини од 297 м.